# Caroline af Ugglas
Caroline Thérese af Ugglas Liljedahl (Bromma, 1972. április 7. –) svéd énekes, kórusvezető.

## Életrajz
Caroline af Ugglas Brommában, Stockholm nyugati részén nőtt fel, később a szüleivel Djursholmba költözött. Jelenleg Kungsängenben él.
Első albuma, az Ida Blue, egyik kutyájának nevét viseli. A második albumát, (Mrs Boring) a férjével és producerével Heinz Liljedahllal közösen írta. Később a The Nomads tagjaival megalapította a Twiggs csoportot.
Az amerikai Clash of the Choirs program ötletadója.
2007-ben Tror på dig című dalával benevezett a Melodifestivalenre, amely Svédország nemzeti válogatója az Eurovíziós Dalfesztiválra. Az elődöntőben a hatodik helyen végzett, így nem jutott tovább. 2009-ben újra próbálkozott, Snälla, snälla című dalával ezúttal sikerült a döntőbe jutnia, és ott a második helyen végzett. 2013-ban harmadjára nevezett a nemzeti döntőre "Hon har inte" című dalával.

## Diszkográfia
- Ida Blue - 1997
- Mrs Boring - 1999
- Twiggs - 2005 (A Twiggs együttessel)
- Joplin på svenska - 2007
- Så gör jag det igen - 2009